# Сухаревка (Житомирская область)
Сухаревка (укр. Сухарівка) — село на Украине, основано в 1613 году, находится в Народичском районе Житомирской области.
Код КОАТУУ — 1823788001. Население по переписи 2001 года составляет 196 человек. Почтовый индекс — 11452. Телефонный код — 4140. Занимает площадь 0,85 км².

## Адрес местного совета
11452, Житомирская область, Народичский р-н, с.Сухаревка

## Галерея

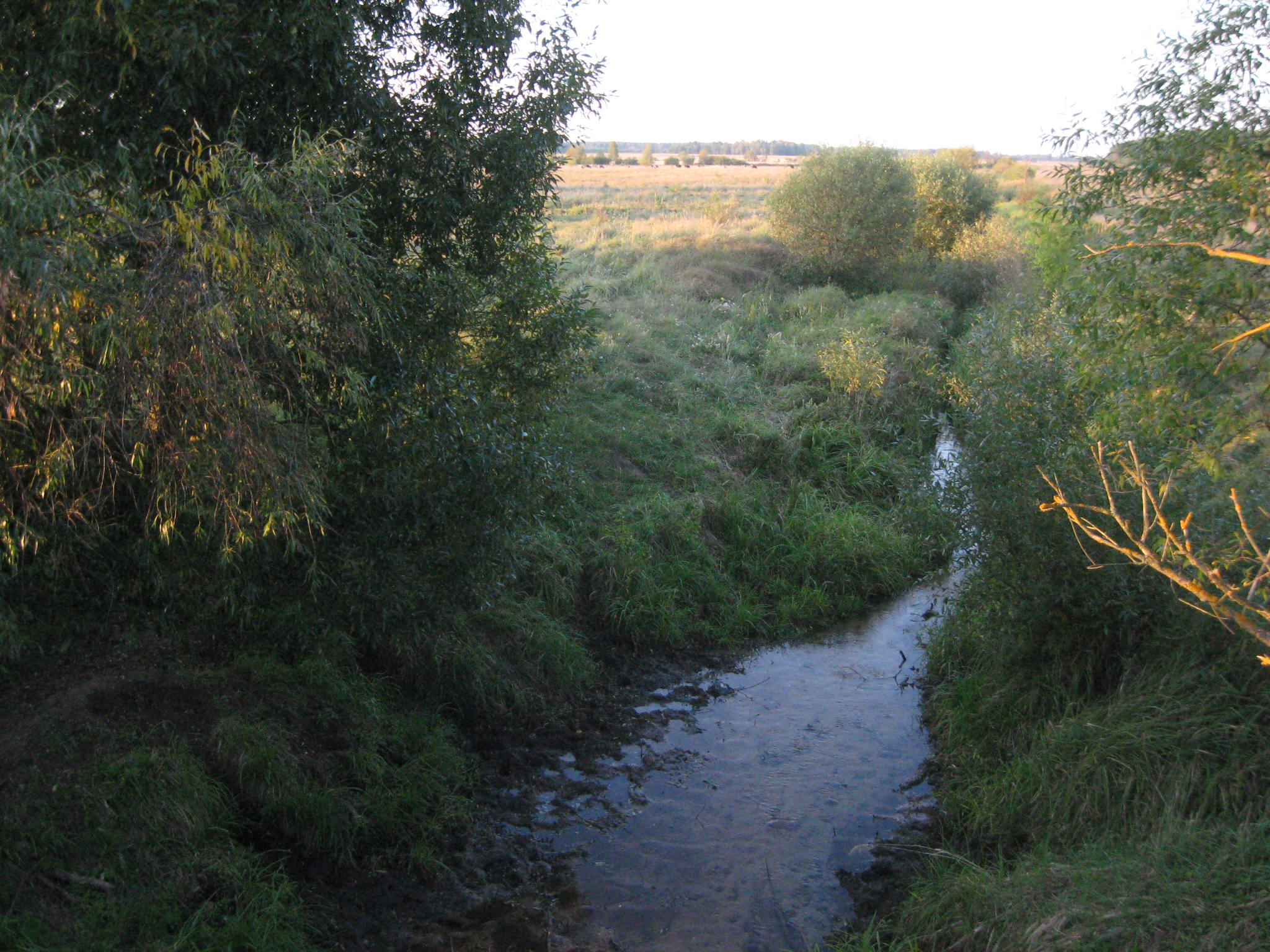
Канал в с.Сухаревка
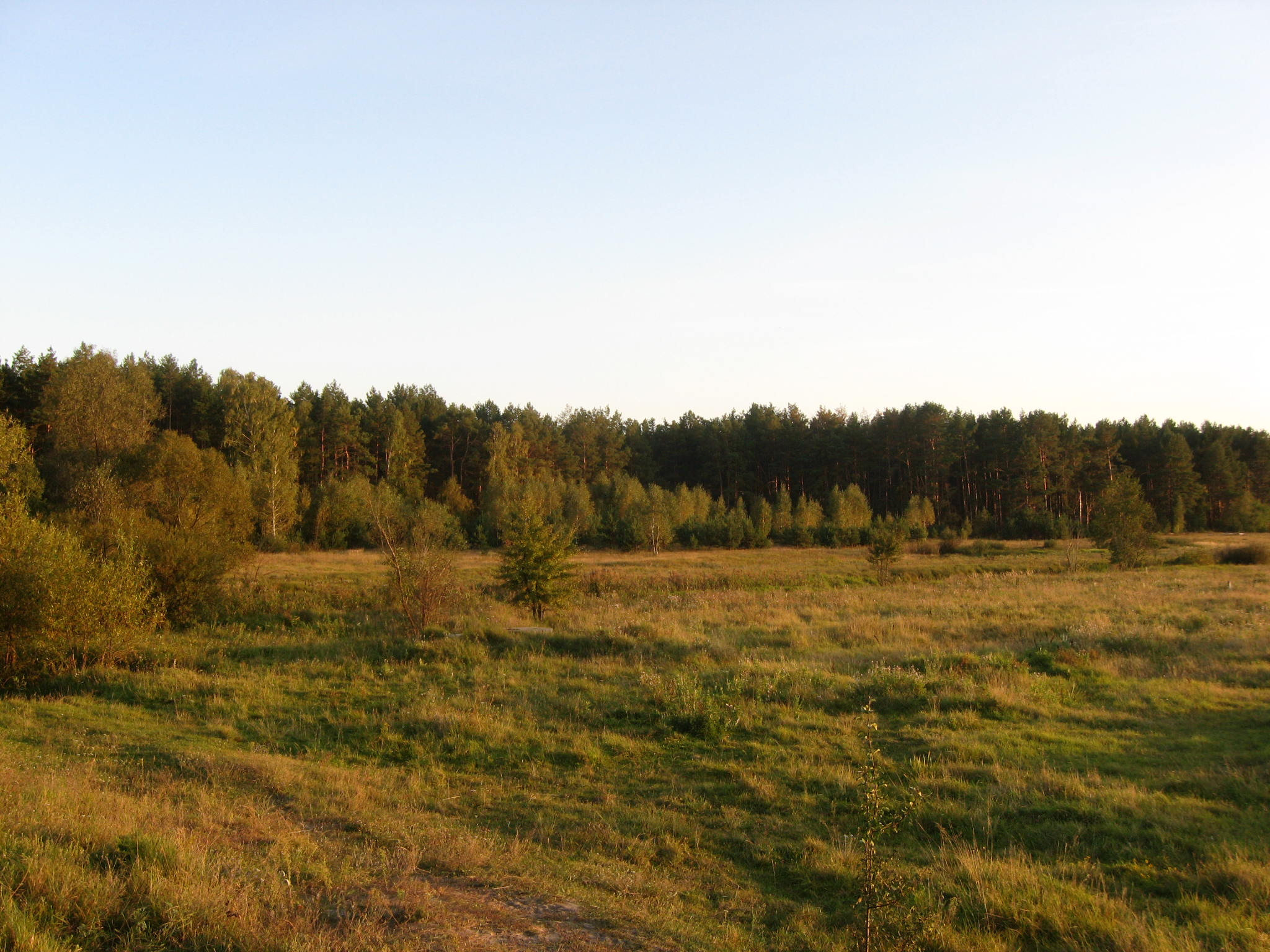
Поле в селе Сухаревка
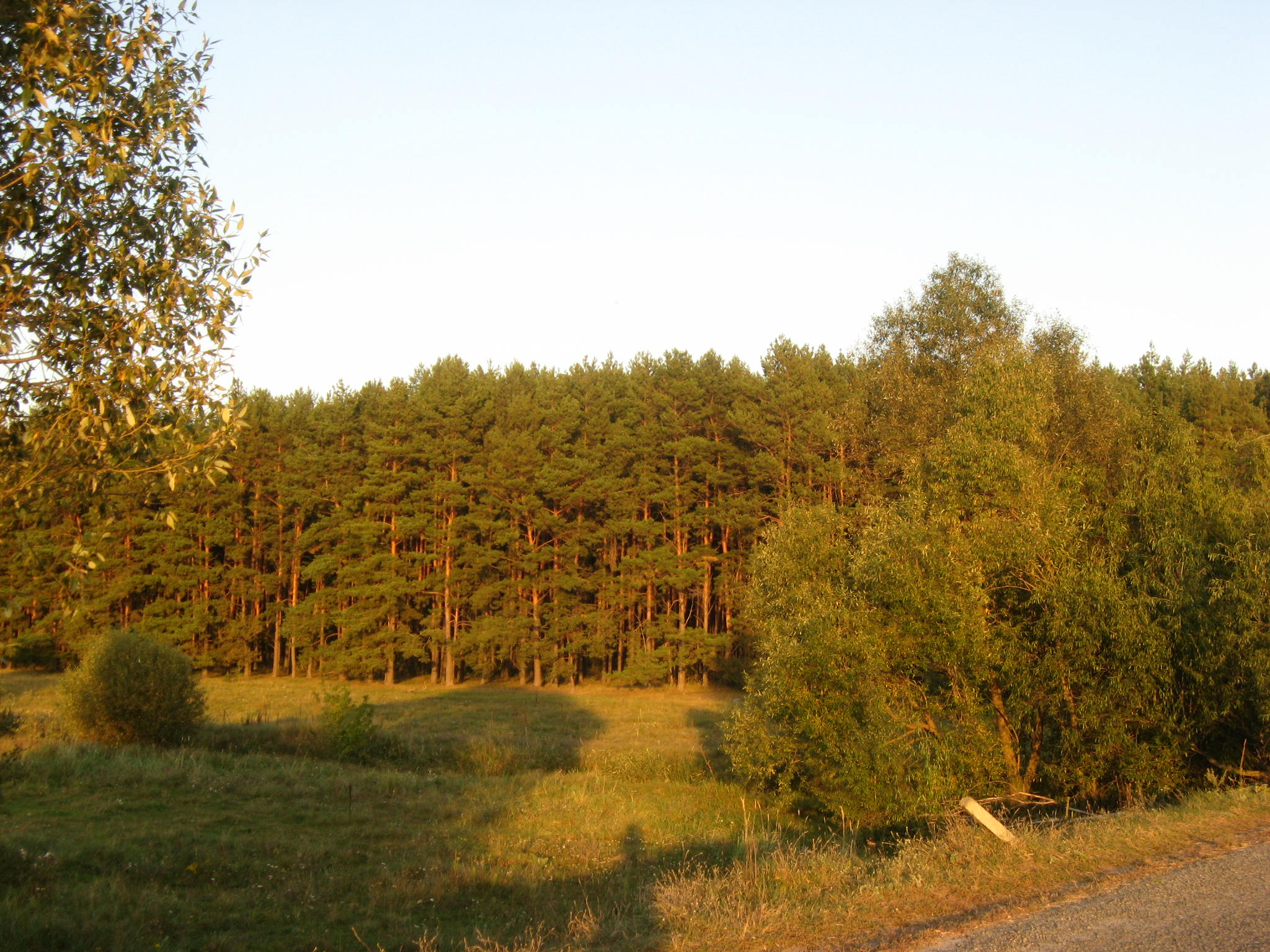
Пейзаж на въезде в село
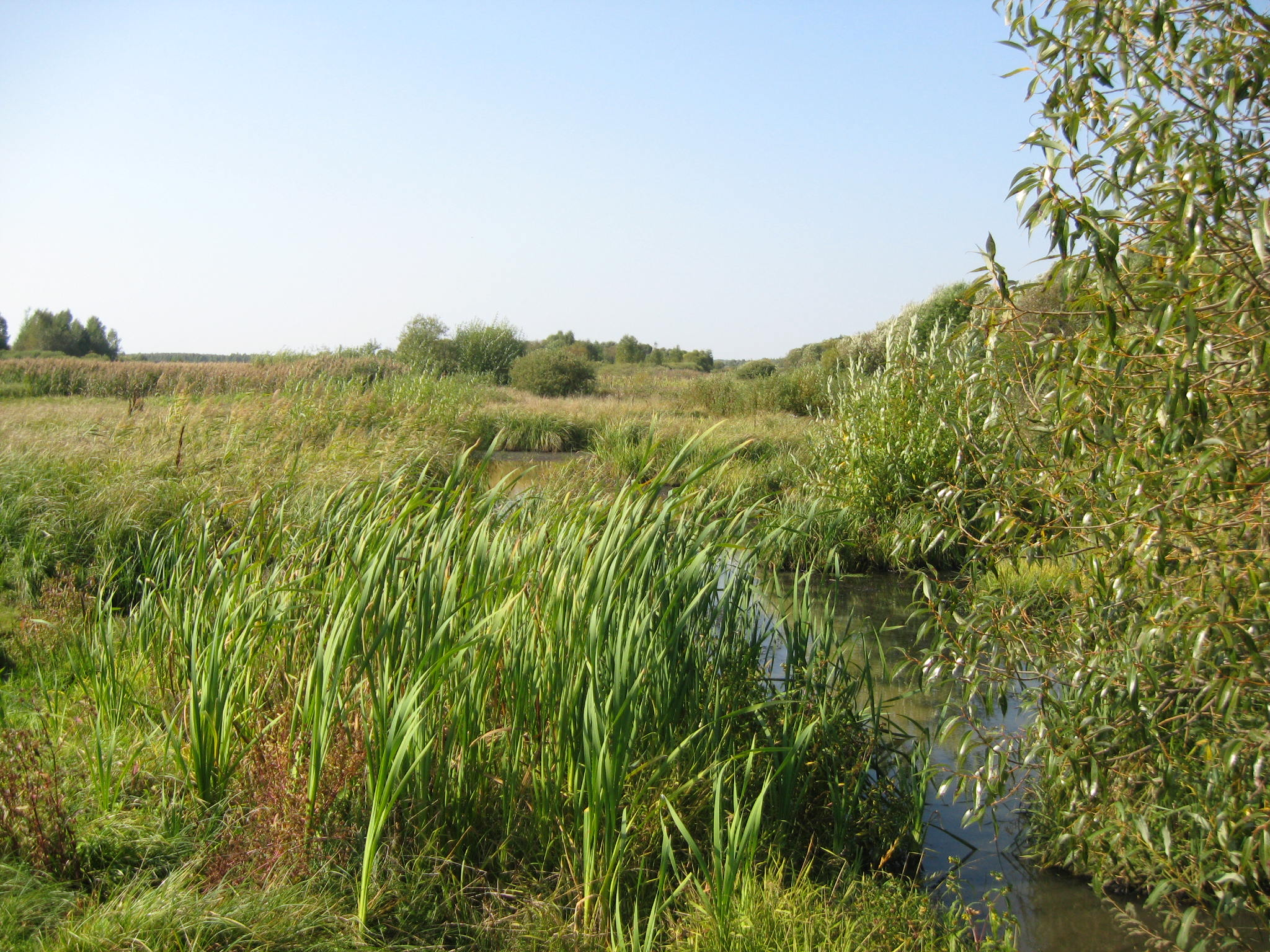
Река
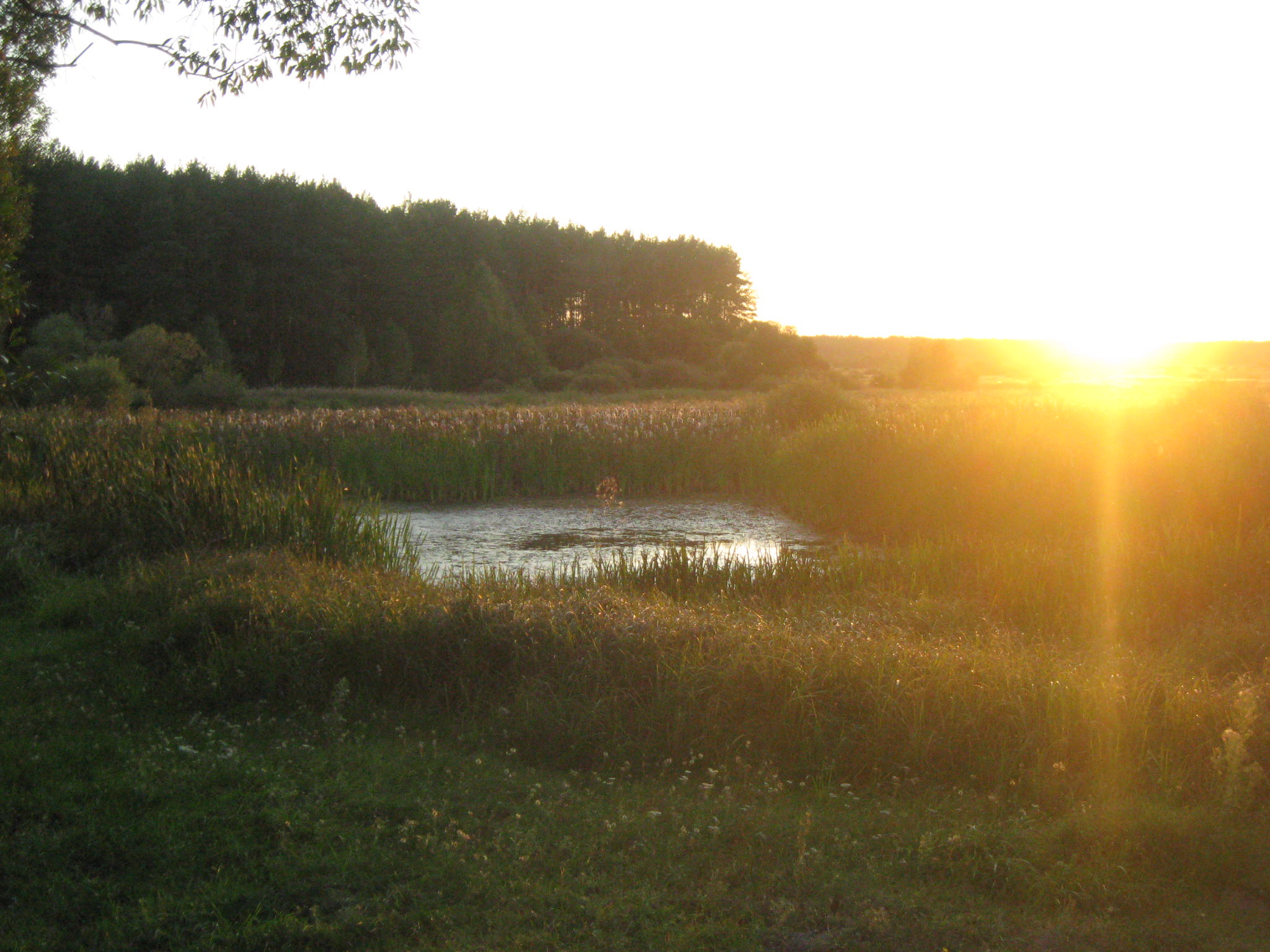
Канал с.Сухаревка
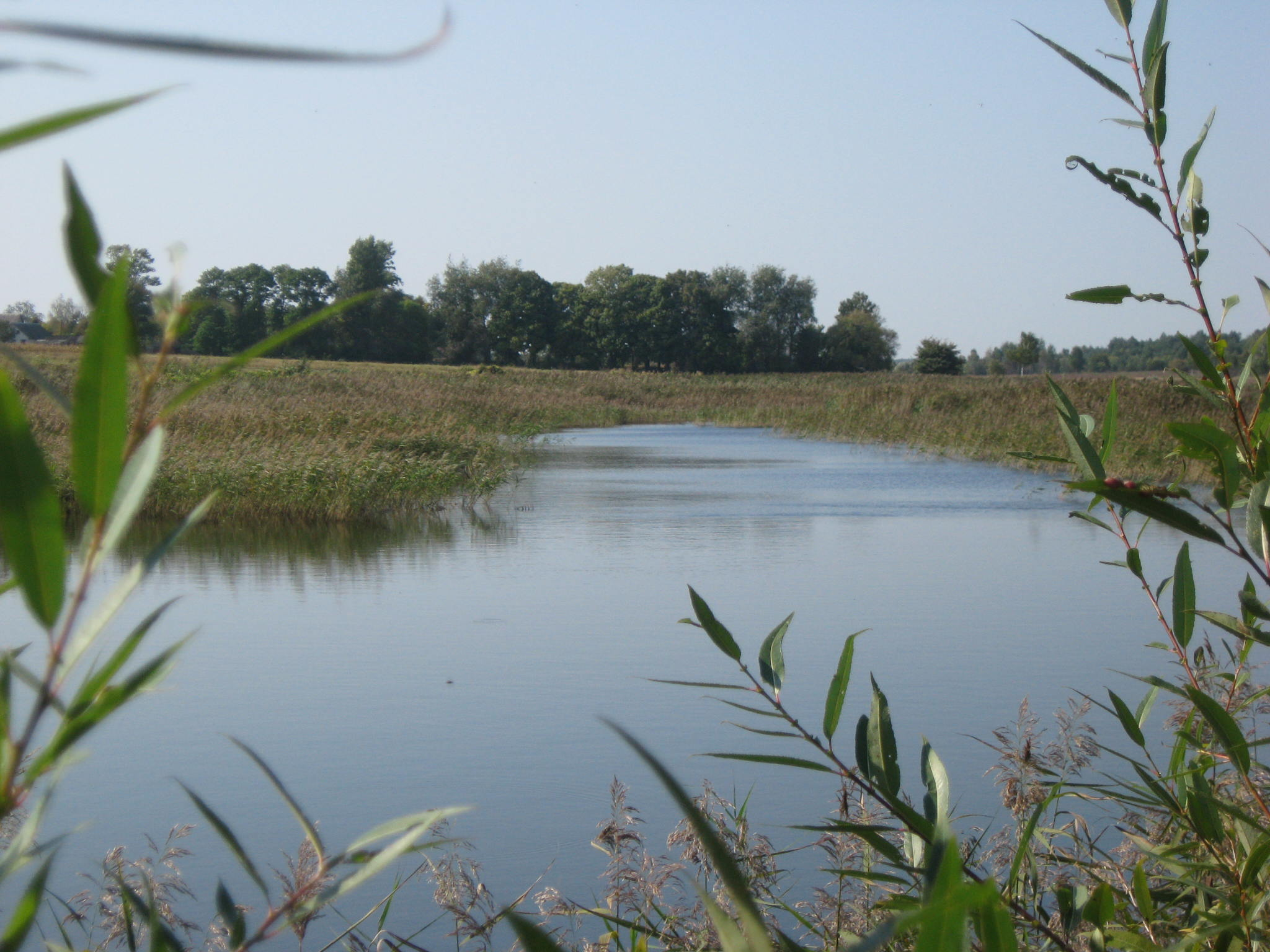
Пруд
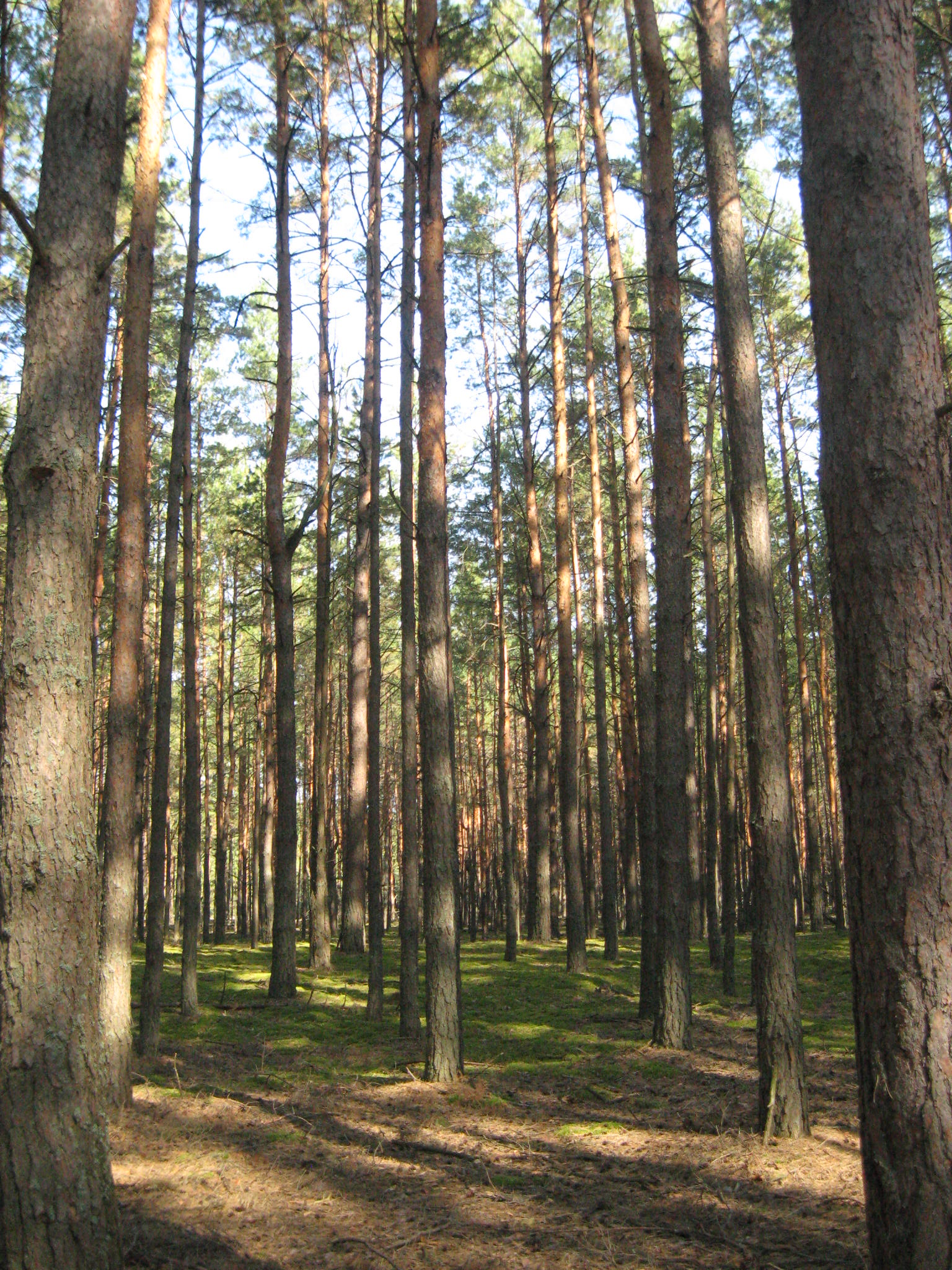
Сухаревский лес